# Cheiracanthium
Cheiracanthium is een geslacht van spinnen uit de familie Cheiracanthiidae. Het is het typegeslacht van de familie.

## Soorten
- Cheiracanthium abbreviatum Simon, 1878
- Cheiracanthium aculeatum Simon, 1884
- Cheiracanthium aden Lotz, 2007
- Cheiracanthium adjacens O. P.-Cambridge, 1885
- Cheiracanthium africanum Lessert, 1921
- Cheiracanthium aizwalensis Biswas & Biswas, 2007
- Cheiracanthium aladanensis Lotz, 2007
- Cheiracanthium albidulum (Blackwall, 1859)
- Cheiracanthium angolensis Lotz, 2007
- Cheiracanthium angulitarse Simon, 1878
- Cheiracanthium annulipes O. P.-Cambridge, 1872
- Cheiracanthium apia Platnick, 1998
- Cheiracanthium approximatum O. P.-Cambridge, 1885
- Cheiracanthium auenati Caporiacco, 1936
- Cheiracanthium bantaengi Merian, 1911
- Cheiracanthium barbarum (Lucas, 1846)
- Cheiracanthium brevicalcaratum L. Koch, 1873
- Cheiracanthium brevidens Kroneberg, 1875
- Cheiracanthium brevispinum Song, Feng & Shang, 1982
- Cheiracanthium campestre Lohmander, 1944
- Cheiracanthium canariense Wunderlich, 1987
- Cheiracanthium catindigae Barrion & Litsinger, 1995
- Cheiracanthium caudatum (Thorell, 1887)
- Cheiracanthium conflexum Simon, 1906
- Cheiracanthium conspersum (Thorell, 1891)
- Cheiracanthium cretense Roewer, 1928
- Cheiracanthium crucigerum Rainbow, 1920
- Cheiracanthium cuniculum Herman, 1879
- Cheiracanthium danieli Tikader, 1975
- Cheiracanthium daquilium Barrion & Litsinger, 1995
- Cheiracanthium debile Simon, 1890
- Cheiracanthium denisi Caporiacco, 1939
- Cheiracanthium dippenaarae Lotz, 2007
- Cheiracanthium effossum Herman, 1879
- Cheiracanthium elegans Thorell, 1875
- Cheiracanthium equestre O. P.-Cambridge, 1874
- Cheiracanthium erraticum (Walckenaer, 1802)
- Cheiracanthium eutittha Bösenberg & Strand, 1906
- Cheiracanthium excavatum Rainbow, 1920
- Cheiracanthium exilipes (Lucas, 1846)
- Cheiracanthium exquestitum Zhang & Zhu, 1993
- Cheiracanthium falcatum Chen et al., 2006
- Cheiracanthium festae Pavesi, 1895
- Cheiracanthium fibrosum Zhang, Hu & Zhu, 1994
- Cheiracanthium floresense Wunderlich, 2008
- Cheiracanthium fujianense Gong, 1983
- Cheiracanthium fulvotestaceum Simon, 1878
- Cheiracanthium furax L. Koch, 1873
- Cheiracanthium furculatum Karsch, 1879
- Cheiracanthium gobi Schmidt & Barensteiner, 2000
- Cheiracanthium gracile L. Koch, 1873
- Cheiracanthium gracilipes (Thorell, 1895)
- Cheiracanthium gratum Kulczynski, 1897
- Cheiracanthium gyirongense Hu & Li, 1987
- Cheiracanthium halophilum Schmidt & Piepho, 1994
- Cheiracanthium haroniensis Lotz, 2007
- Cheiracanthium himalayense Gravely, 1931
- Cheiracanthium hypocyrtum Zhang & Zhu, 1993
- Cheiracanthium ienisteai Sterghiu, 1985
- Cheiracanthium impressum Thorell, 1881
- Cheiracanthium incertum O. P.-Cambridge, 1869
- Cheiracanthium inclusum (Hentz, 1847)
- Cheiracanthium incomptum (Thorell, 1891)
- Cheiracanthium indicum O. P.-Cambridge, 1874
- Cheiracanthium inornatum O. P.-Cambridge, 1874
- Cheiracanthium insigne O. P.-Cambridge, 1874
- Cheiracanthium insulanum (Thorell, 1878)
- Cheiracanthium insulare L. Koch, 1866
- Cheiracanthium insulare (Vinson, 1863)
- Cheiracanthium isiacum O. P.-Cambridge, 1874
- Cheiracanthium itakeum Barrion & Litsinger, 1995
- Cheiracanthium jabalpurense Majumder & Tikader, 1991
- Cheiracanthium japonicum Bösenberg & Strand, 1906
- Cheiracanthium joculare Simon, 1910
- Cheiracanthium jorgeense Wunderlich, 2008
- Cheiracanthium jovium Denis, 1947
- Cheiracanthium kashmirense Majumder & Tikader, 1991
- Cheiracanthium kazachstanicum Ponomarev, 2007
- Cheiracanthium kenyaensis Lotz, 2007
- Cheiracanthium kibonotense Lessert, 1921
- Cheiracanthium klabati Merian, 1911
- Cheiracanthium kupensis Lotz, 2007
- Cheiracanthium lanceolatum Chrysanthus, 1967
- Cheiracanthium lascivum Karsch, 1879
- Cheiracanthium leucophaeum Simon, 1897
- Cheiracanthium ligawsolanum Barrion & Litsinger, 1995
- Cheiracanthium liplikeum Barrion & Litsinger, 1995
- Cheiracanthium liuyangense Xie et al., 1996
- Cheiracanthium lompobattangi Merian, 1911
- Cheiracanthium longimanum L. Koch, 1873
- Cheiracanthium longipes (Thorell, 1890)
- Cheiracanthium longtailen Xu, 1993
- Cheiracanthium ludovici Lessert, 1921
- Cheiracanthium macedonicum Drensky, 1921
- Cheiracanthium malkini Lotz, 2007
- Cheiracanthium mangiferae Workman, 1896
- Cheiracanthium maraisi Lotz, 2007
- Cheiracanthium margaritae Sterghiu, 1985
- Cheiracanthium marplesi Chrysanthus, 1967
- Cheiracanthium melanostomum (Thorell, 1895)
- Cheiracanthium mertoni Strand, 1911
- Cheiracanthium mildei L. Koch, 1864
- Cheiracanthium minahassae Merian, 1911
- Cheiracanthium minshullae Lotz, 2007
- Cheiracanthium molle L. Koch, 1875
- Cheiracanthium mondrainense Main, 1954
- Cheiracanthium mongolicum Schenkel, 1963
- Cheiracanthium montanum L. Koch, 1877
- Cheiracanthium mordax L. Koch, 1866
- Cheiracanthium murinum (Thorell, 1895)
- Cheiracanthium mysorense Majumder & Tikader, 1991
- Cheiracanthium nalsaroverense Patel & Patel, 1973
- Cheiracanthium nervosum Simon, 1909
- Cheiracanthium ningmingense Zhang & Yin, 1999
- Cheiracanthium occidentale L. Koch, 1882
- Cheiracanthium olliforme Zhang & Zhu, 1993
- Cheiracanthium oncognathum Thorell, 1871
- Cheiracanthium pallidum Rainbow, 1920
- Cheiracanthium pauriense Majumder & Tikader, 1991
- Cheiracanthium pelasgicum (C. L. Koch, 1837)
- Cheiracanthium pennatum Simon, 1878
- Cheiracanthium pennuliferum Simon, 1909
- Cheiracanthium pennyi O. P.-Cambridge, 1873
- Cheiracanthium peregrinum Thorell, 1899
- Cheiracanthium pichoni Schenkel, 1963
- Cheiracanthium poonaense Majumder & Tikader, 1991
- Cheiracanthium potanini Schenkel, 1963
- Cheiracanthium punctipedellum Caporiacco, 1949
- Cheiracanthium punctorium (Villers, 1789) -grote bermzakspin
- Cheiracanthium punjabense Sadana & Bajaj, 1980
- Cheiracanthium rehobothense Strand, 1915
- Cheiracanthium rupestre Herman, 1879
- Cheiracanthium rupicola (Thorell, 1897)
- Cheiracanthium russellsmithi Lotz, 2007
- Cheiracanthium sakoemicum Roewer, 1938
- Cheiracanthium salsicola Simon, 1932
- Cheiracanthium sambii Patel & Reddy, 1991
- Cheiracanthium sansibaricum Strand, 1907
- Cheiracanthium saraswatii Tikader, 1962
- Cheiracanthium schenkeli Caporiacco, 1949
- Cheiracanthium seidlitzi L. Koch, 1864
- Cheiracanthium seshii Patel & Reddy, 1991
- Cheiracanthium shiluvanensis Lotz, 2007
- Cheiracanthium sikkimense Majumder & Tikader, 1991
- Cheiracanthium silaceum Rainbow, 1897
- Cheiracanthium simaoense Zhang & Yin, 1999
- Cheiracanthium simplex Thorell, 1899
- Cheiracanthium siwi El-Hennawy, 2001
- Cheiracanthium solidum Zhang, Zhu & Hu, 1993
- Cheiracanthium soputani Merian, 1911
- Cheiracanthium spectabile (Thorell, 1887)
- Cheiracanthium sphaericum Zhang, Zhu & Hu, 1993
- Cheiracanthium strasseni Strand, 1915
  - Cheiracanthium strasseni aharonii Strand, 1915
- Cheiracanthium stratioticum L. Koch, 1873
- Cheiracanthium streblowi L. Koch, 1879
- Cheiracanthium striolatum Simon, 1878
- Cheiracanthium submordax Zhang, Zhu & Hu, 1993
- Cheiracanthium taegense Paik, 1990
- Cheiracanthium tagorei Biswas & Raychaudhuri, 2003
- Cheiracanthium taiwanicum Chen et al., 2006
- Cheiracanthium tanmoyi Biswas & Roy, 2005
- Cheiracanthium taprobanense Strand, 1907
- Cheiracanthium tenue L. Koch, 1873
- Cheiracanthium tetragnathoide Caporiacco, 1949
- Cheiracanthium torricellianum Strand, 1911
- Cheiracanthium triviale (Thorell, 1895)
- Cheiracanthium trivittatum Simon, 1906
- Cheiracanthium turanicum Kroneberg, 1875
- Cheiracanthium turiae Strand, 1917
- Cheiracanthium uncinatum Paik, 1985
- Cheiracanthium unicum Bösenberg & Strand, 1906
- Cheiracanthium vansoni Lawrence, 1936
- Cheiracanthium virescens (Sundevall, 1833)
- Cheiracanthium vorax O. P.-Cambridge, 1874
- Cheiracanthium wiehlei Chrysanthus, 1967
- Cheiracanthium wilma (Benoit, 1977)
- Cheiracanthium zebrinum Savelyeva, 1972
- Cheiracanthium zhejiangense Hu & Song, 1982

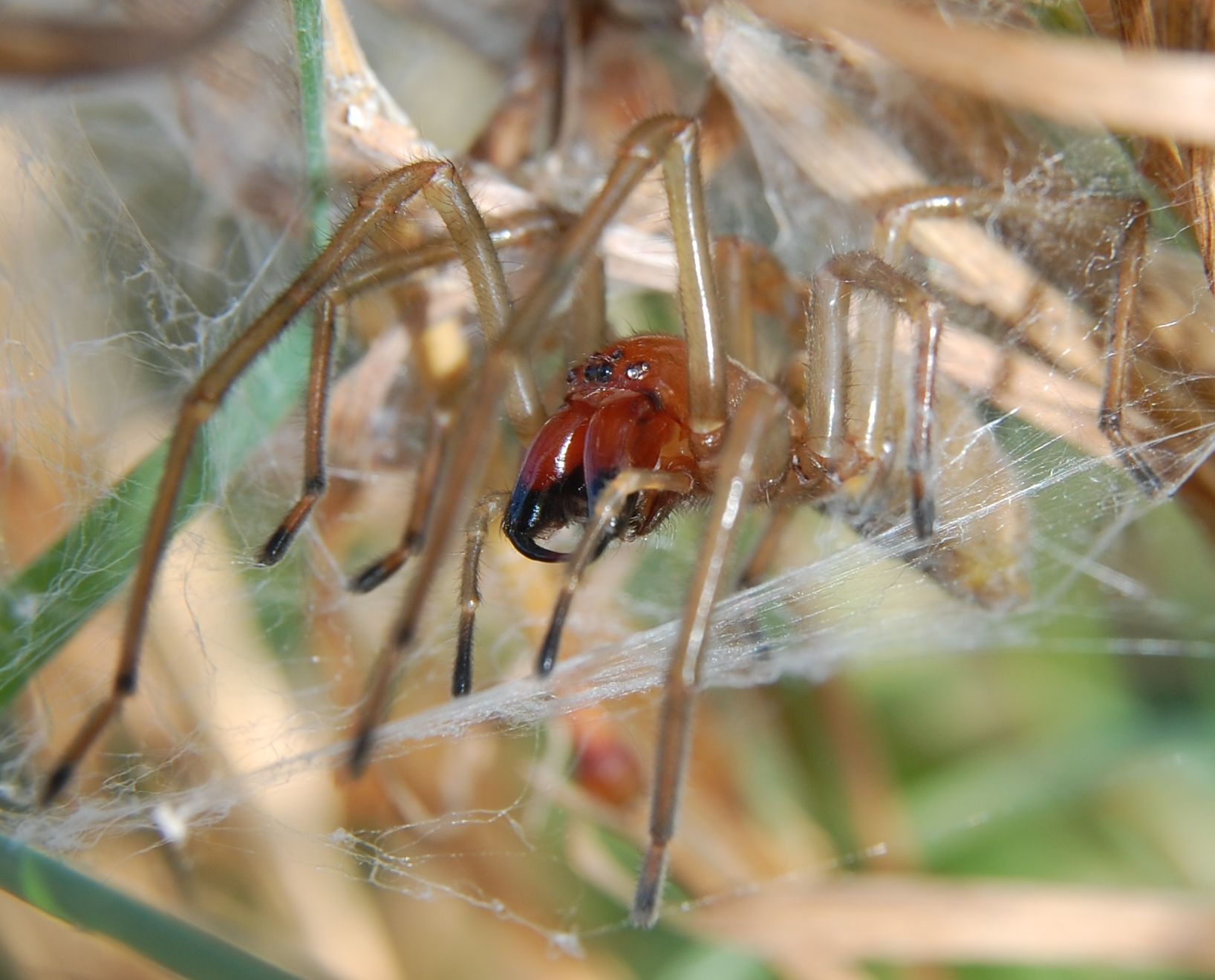
Cheiracanthium punctorium
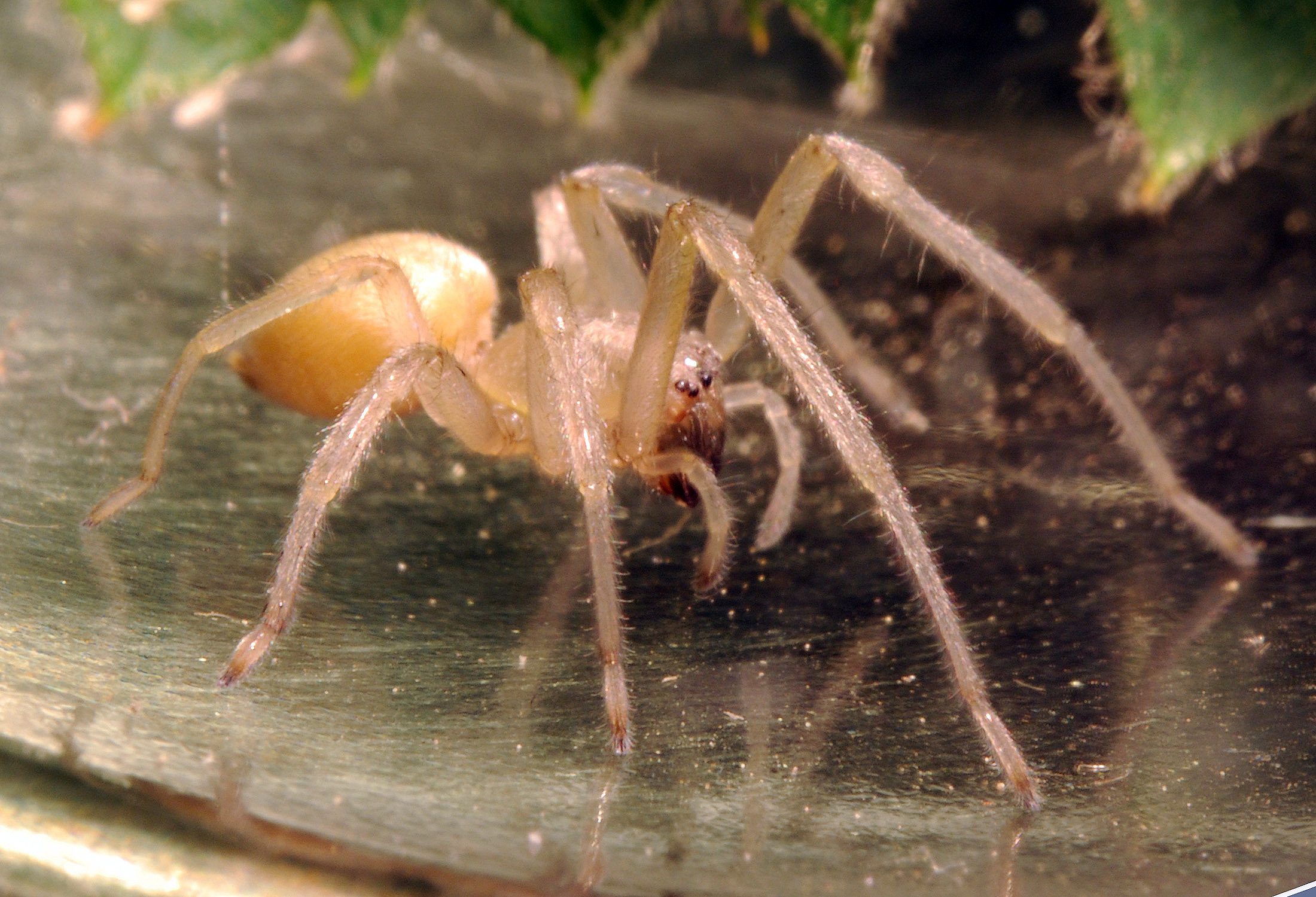
Cheiracanthium mildei